# Rifengozd
Rifengozd – wieś w Słowenii, w gminie Laško. W 2018 roku liczyła 181 mieszkańców.